# まあみ
まあみ（7月19日 - ）は、日本の漫画家。

## 作品リスト
- 露出凌辱制服少女（2004年5月17日、株式会社エンジェル出版、ISBN 4-87306-187-3）